# Vice-reis de Navarra
O título de Vice-rei de Navarra foi instituído em 1512 após a incorporação da região pelo Reino de Castela durante a Conquista de Navarra e foi extinto na primeira metade do século XIX com a abolição do título de vice-rei em todos os domínios espanhóis. Em 1530, no reinado de Carlos V, a região foi dividida em Alta e Baixa Navarra, sendo que a primeira permaneceu sob controle da Espanha e a segunda foi um reino independente governado pela Dinastia de Albret e com fortes relações com a França. Porém, há fontes que afirmam que existiram vice-reis em Navarra antes do século XVI, quando Navarra esteve sob o controle da França durante a Idade Média.
Os vice-reis de Navarra eram nomeados pelo monarca espanhol, que também podia definir o tempo em que ele ficaria no cargo e onde esse cargo seria exercido. Não existia a obrigatoriedade do vice-rei ser cidadão de Navarra (tanto é que nenhum deles o foi) e nem de exercer as suas funções no território. O vice-rei possuía funções de governo e militares (pois ao mesmo tempo podia exercer o cargo de Capitão-Geral).

## Lista de vice-reis

Brasão do Reino de Navarra e Aragão, antes da união das coroas

Brasão do Reino de Navarra e Aragão, depois da união das coroas

| Vice-rei                                                                      | Período                                                                   | Fontes                                                                    | Nota                                                                      |
| ----------------------------------------------------------------------------- | ------------------------------------------------------------------------- | ------------------------------------------------------------------------- | ------------------------------------------------------------------------- |
| Diego Férnandez de Córdova, marqués de Comares                                | 1512-1514/15                                                              | [ 9 ] [ 10 ] [ 11 ]                                                       |                                                                           |
| Fadrique de Acuña, conde de Buendía                                           | 1515-1516                                                                 | [ 12 ] [ 13 ] [ 14 ]                                                      |                                                                           |
| António Manrique de Lara, duque de Nájera                                     | 1516-1521                                                                 | [ 15 ]                                                                    |                                                                           |
| Francisco de Zúñiga Avellaneda y Velasco, conde de Miranda                    | 1521-1527                                                                 | [ 16 ]                                                                    |                                                                           |
| Martín de Córdova e Velasco, conde de Alcaudete                               | 1527-1534                                                                 | [ 17 ]                                                                    |                                                                           |
| Diego Hurtado de Mendoza e Silva, Marquês de Cañete                           | 1534-1542                                                                 | [ 18 ] [ 19 ]                                                             |                                                                           |
| Juan de Vega, Senhor de Grajal                                                | 1542-1543                                                                 | [ 20 ] [ 21 ]                                                             |                                                                           |
| Luís Hurtado de Mendoza, marquês de Mondéjar                                  | 1543-1546                                                                 | [ 22 ]                                                                    |                                                                           |
| Álvaro de Mendoza, conde de Castrogeriz                                       | 1546-1547                                                                 | [ 23 ]                                                                    |                                                                           |
| Luís de Velasco, Senhor de Salinas                                            | 1547-1548                                                                 | [ 24 ]                                                                    |                                                                           |
| Bernardino de Cárdenas e Pacheco, duque de Maqueda                            | 1549-1552                                                                 | [ 25 ]                                                                    |                                                                           |
| Beltrán de la Cueva e Toledo, conde de Ledesma                                | 1552-1560                                                                 | [ 26 ]                                                                    |                                                                           |
| Gabriel III de la Cueva e Girón, duque de Alburquerque                        | 1560-1564                                                                 | [ 26 ]                                                                    |                                                                           |
| Afonso de Córdova, conde de Alcaudete                                         | 1564-1565                                                                 | [ 27 ]                                                                    |                                                                           |
| José de Guevara e Tovar, senhor de Escalante                                  | 1565-17 de abril de 1567                                                  | [ 28 ]                                                                    |                                                                           |
| João de Lacerda, duque de Medinaceli                                          | 17 de abril de 1567-1571/75                                               | [ 29 ]                                                                    |                                                                           |
| Vespasiano I Gonzaga, duque de Traiecto                                       | 1572-18 de maio de 1575                                                   | [ 30 ]                                                                    |                                                                           |
| Sancho Méndez de Leyva, senhor de Leiva                                       | 18 de maio de 1575- 6 de fevereiro de 1579                                | [ 31 ]                                                                    |                                                                           |
| Francisco Hurtado de Mendonça, marquês de Almazán                             | 6 de fevereiro de 1579-1589                                               | [ 32 ]                                                                    |                                                                           |
| Martín de Córdova, marquês de Córdova                                         | 1589-9 de agosto de 1595                                                  | [ 33 ]                                                                    |                                                                           |
| João de Cardona                                                               | 9 de agosto de 1595-31 de julho de 1610                                   | [ 34 ] [ 35 ]                                                             |                                                                           |
| Alonso de Idiáquez de Butrón y Múgica, duque de Ciudad Real                   | 31 de julho de 1610-6 de maio de 1618                                     | [ 36 ] [ 35 ]                                                             |                                                                           |
| Felipe Ramírez de Arellano e Zúñiga, Conde de Aguilar                         | 6 de maio de 1618-19 de outubro de 1620                                   | [ 37 ] [ 38 ]                                                             |                                                                           |
| Juan de Mendoza e Velasco, Marquês de La Indiosa                              | 19 de outubro de 1620-26 de julho de 1623                                 | [ 39 ] [ 40 ]                                                             |                                                                           |
| Bernardino de Avellaneda, Conde del Castillo                                  | 26 de julho de 1623-1629                                                  | [ 12 ] [ 40 ]                                                             |                                                                           |
| Fernando Girón, duque de Menezes (eleito)                                     | 1629                                                                      | [ 41 ] [ 40 ]                                                             |                                                                           |
| Juan Carlos de Guzmán y Silva, Marquês de Fuentes                             | 4 de julho de 1629-25 de agosto de 1631                                   | [ 42 ]                                                                    |                                                                           |
| Luís Bravo de Acuña                                                           | 25 de agosto de 1631-31 de dezembro de 1633                               | [ 43 ] [ 42 ]                                                             | Morreu no cargo                                                           |
| Francisco de Andía Irarrazábal y Zárate, Marquês de Valparaíso                | 1 de maio de 1634-14 de fevereiro de 1637                                 | [ 44 ] [ 40 ]                                                             |                                                                           |
| Fernando de Andrade e Sotomayor, arcebispo de Burgos                          | 14 de fevereiro de 1637-29 de maio de 1638                                | [ 45 ] [ 40 ]                                                             |                                                                           |
| Pedro Fajardo de Zúñiga y Requeséns, Marquês de Los Vélez                     | 29 de maio de 1638-19 de junho de 1640                                    | [ 46 ] [ 40 ]                                                             |                                                                           |
| Francisco Maria Carrafa, Duque de Nochera                                     | 19 de junho de 1640-14 de junho de 1641                                   | [ 47 ] [ 40 ]                                                             |                                                                           |
| Enrique Enriquez Pimentel, Marquês de Tabara                                  | 14 de junho de 1641-14 de dezembro de 1641                                | [ 48 ] [ 49 ] [ 40 ]                                                      |                                                                           |
| Sebastián Suárez de Mendoza, Conde de La Coruña                               | 14 de dezembro de 1641-23 de dezembro de 1643                             | [ 50 ] [ 40 ]                                                             |                                                                           |
| Duarte Fernando Álvarez de Toledo, Conde de Oropesa                           | 23 de dezembro de 1643-17 de abril de 1646                                | [ 51 ] [ 40 ]                                                             |                                                                           |
| Andrea Cantelmo, duque de Populi                                              | Foi nomeado em 17 de abril de 1646, mas faleceu antes de exercer o cargo. | Foi nomeado em 17 de abril de 1646, mas faleceu antes de exercer o cargo. | Foi nomeado em 17 de abril de 1646, mas faleceu antes de exercer o cargo. |
| Luís Ponce de León                                                            | 6 de maio de 1646-16 de junho de 1649                                     | [ 53 ] [ 54 ]                                                             |                                                                           |
| Diego Roque López Pacheco, Marquês de Villena                                 | 16 de junho de 1649-27 de fevereiro de 1653                               | [ 55 ] [ 56 ] [ 57 ]                                                      | Morreu no cargo                                                           |
| Diego de Benavides y de la Cueva, Conde de Santisteban                        | 3 de agosto de 1653-3 de setembro de 1661                                 | [ 58 ] [ 59 ]                                                             |                                                                           |
| Antonio Álvarez de Toledo y Enríquez de Ribera, Marquês de Villanueva del Río | 3 de setembro de 1661-8 de maio de 1662                                   | [ 60 ] [ 59 ]                                                             |                                                                           |
| Antonio Pedro Gómez Dávila, Marquês de San Román                              | 8 de maio de 1662-21 de abril de 1664                                     | [ 61 ] [ 59 ]                                                             |                                                                           |
| Francisco de Tuttavilla, Duque de San Germán                                  | 21 de abril de 1664-15 de novembro de 1667                                | [ 62 ] [ 59 ]                                                             |                                                                           |
| Diego Caballero                                                               | 15 de novembro de 1667-15 de abril de 1671                                | [ 63 ] [ 59 ]                                                             |                                                                           |
| Alexandre Farnésio, Príncipe de Parma                                         | 15 de abril de 1671-17 de novembro de 1676                                | [ 64 ] [ 59 ]                                                             |                                                                           |
| Antonio de Velasco y Ayala, Conde de Fuensalida                               | 17 de novembro de 1676-24 de fevereiro de 1681                            | [ 65 ] [ 59 ]                                                             |                                                                           |
| Íñigo de Velandia                                                             | 24 de fevereiro de 1681-10 de abril de 1684                               | [ 24 ] [ 59 ]                                                             |                                                                           |
| Diego Felipe de Guzmán, Marques de Leganés                                    | Foi nomeado em 10 de abril de 1684, mas faleceu antes de exercer o cargo  | Foi nomeado em 10 de abril de 1684, mas faleceu antes de exercer o cargo  | Foi nomeado em 10 de abril de 1684, mas faleceu antes de exercer o cargo  |
| Henrique Benavides, Marques de Bayona                                         | 10 de julho de 1684-20 de abril de 1685                                   | [ 67 ] [ 59 ]                                                             |                                                                           |
| Ernesto Alejandro de Ligné y Croy, Príncipe de Chimay                         | 20 de abril de 1685-5 de fevereiro de 1686                                | [ 41 ] [ 59 ]                                                             |                                                                           |
| Alejandro de Bournonville, Duque de Bournonville                              | 5 de fevereiro de 1686-20 de agosto de 1690                               | [ 68 ] [ 66 ]                                                             | Morreu no cargo                                                           |
| Juan Manuel Fernández Pacheco, Duque de Escalona                              | 1691-15 de novembro de 1692                                               | [ 64 ] [ 59 ]                                                             |                                                                           |
| Baltasar de Zúñiga y Guzmán, Marquês de Valero                                | 15 de novembro de 1692-30 de abril de 1697                                | [ 69 ] [ 59 ]                                                             |                                                                           |
| Juan Carlos de Batevile, Marquês de Canflans                                  | 30 de abril de 1697-1698                                                  | [ 70 ] [ 71 ]                                                             | Morreu no cargo                                                           |
| Pedro Álvarez de Vega, Conde de Grajal                                        | 8 de abril de 1698-26 de dezembro de 1698                                 | [ 73 ] [ 71 ]                                                             | Morreu no cargo                                                           |
| Domingo Pignatelli y Vagher, Marquês de San Vicente                           | 12 de janeiro de 1699-27 de fevereiro de 1702                             | [ 74 ] [ 59 ]                                                             |                                                                           |
| Luís Francisco Benavides e Aragão, Marquês de Solera                          | 27 de fevereiro de 1702-13 de julho de 1706                               | [ 75 ] [ 59 ]                                                             |                                                                           |
| Fernando de Moncada e Aragão, Duque de San Juan                               | 13 de julho de 1706-16 de setembro de 1706                                | [ 76 ]                                                                    |                                                                           |
| Alberto Octavio T´Serclaes de Tilly, principe de T´Serclaes                   | 16 de setembro de 1706-25 de outubro de 1709                              | [ 76 ] [ 59 ]                                                             |                                                                           |
| Fernando de Moncada e Aragão, Duque de San Juan                               | 25 de outubro de 1709-8 de março de 1712                                  | [ 76 ] [ 59 ]                                                             |                                                                           |
| Pedro Manuel Nuño Colón de Portugal e Ayala, Duque de Veragua                 | 8 de março de 1712-18 de outubro de 1713                                  | [ 77 ] [ 59 ]                                                             |                                                                           |
| Tomás de Aquino, Príncipe de Castillón                                        | 18 de outubro de 1713-20/21 de outubro de 1721                            | [ 78 ] [ 79 ]                                                             | Morreu no cargo                                                           |
| Gonzalo Chacón de Orellana y Mendoza                                          | 11 de janeiro de 1722-9 de dezembro de 1722                               | [ 80 ] [ 81 ]                                                             | Morreu no cargo                                                           |
| Cristóbal de Moscoso Montemaior e Córdova, Conde de Las Torres                | 23 de junho de 1723-27 de novembro de 1737                                | [ 82 ] [ 59 ]                                                             |                                                                           |
| Antonio Pedro Nolasco de Lanzós y Taboada, Conde de Maceda                    | 27 de novembro de 1737-11 de março de 1749                                | [ 83 ] [ 84 ]                                                             |                                                                           |
| Juan Buenaventura Gages Dumont, Conde de Gages                                | 11 de março de 1749-5 de setembro de 1754                                 | [ 85 ]                                                                    |                                                                           |
| Frai Manuel de Sada e Antillón                                                | 5 de setembro de 1754-11 de abril de 1760                                 | [ 85 ]                                                                    |                                                                           |
| Luis González de Albelda y Cayro, Marquês del Cairo                           | 1760-30 de setembro de 1765                                               | [ 86 ] [ 87 ]                                                             |                                                                           |
| Ambrosio de Funes Villalpando, Conde de Ricla                                 | 16 de outubro de 1765-28 de março de 1768                                 | [ 88 ] [ 89 ]                                                             |                                                                           |
| Alonso Vicente de Solís y Folch de Cardona, Duque de Montellano               | 28 de março de 1768-17 de fevereiro de 1773                               | [ 90 ] [ 91 ]                                                             |                                                                           |
| Francisco Bucareli                                                            | 17 de fevereiro de 1773-7 de março de 1780                                | [ 92 ]                                                                    | Morreu no cargo                                                           |
| Manuel Azlor                                                                  | 8 de abril de 1780-22 de dezembro de 1787                                 | [ 93 ]                                                                    | Morreu no cargo                                                           |
| Martín Álvarez de Sotomayor, Conde de Colomera                                | 21 de janeiro de 1788-2 de abril de 1795                                  | [ 94 ]                                                                    |                                                                           |
| Paolo de Sangro Gaetani d'Aragona y Merode, Príncipe de Castelfranco          | 2 de abril de 1795-29 de dezembro de 1795                                 | [ 95 ] [ 96 ]                                                             |                                                                           |
| Joaquim Fonsdeviela                                                           | 29 de dezembro de 1795-19 de dezembro de 1797                             | [ 97 ] [ 96 ]                                                             |                                                                           |
| Jerónimo Girón y Moctezuma, Marquês de Las Amarillas                          | 19 de dezembro de 1797-1807                                               | [ 98 ] [ 99 ]                                                             |                                                                           |
| José Miguel de Carvajal-Vargas, Duque de San Carlos                           | 1807                                                                      | [ 100 ] [ 101 ]                                                           |                                                                           |
| Leopoldo de Gregorio y Paternó, Marquês de Vallesantoro                       | 1807-1808                                                                 | [ 102 ]                                                                   |                                                                           |
| 1808-1813 - O Reino esteve sob o comando de generais franceses                |                                                                           |                                                                           |                                                                           |
| José Manuel de Ezpeleta, Conde de Ezpeleta                                    | 1814-1820                                                                 | [ 103 ]                                                                   |                                                                           |
| 1820-1823 - Durante o Triénio Liberal, foi suspendido o vice-reino            |                                                                           |                                                                           |                                                                           |
| Luis Rebolledo de Palafox y Melzi, Marquês de Lazán                           | 1823-1824                                                                 | [ 104 ]                                                                   |                                                                           |
| Juan Ruiz de Apodaca                                                          | 1824-1826                                                                 | [ 105 ] [ 106 ]                                                           |                                                                           |
| Prudencio de Guadalfajara, Duque de Castroterreño                             | 1826-1830                                                                 | [ 107 ] [ 108 ]                                                           |                                                                           |
| Manuel Llauder                                                                | 1830-1832                                                                 | [ 109 ]                                                                   |                                                                           |
| Pedro Sarsfield                                                               | [ nota 2 ]                                                                | [ 110 ] [ 111 ] [ 112 ]                                                   |                                                                           |
| Jerónimo Valdés e Sierra                                                      | 1833-1834                                                                 | [ 113 ] [ 114 ]                                                           |                                                                           |
| José Ramón Rodil y Campillo, Marqués de Rodil                                 | 1834                                                                      | [ 115 ] [ 116 ]                                                           |                                                                           |
| Francisco Espoz e Mina                                                        | 1834-1835                                                                 | [ 117 ]                                                                   |                                                                           |
| Ramón de Meer y Kindelán                                                      | 3 de julho de 1835-22 de junho de 1836                                    | [ 118 ] [ 119 ] [ 120 ]                                                   |                                                                           |
| Francisco Cabrera                                                             | c. 1836                                                                   | [ 121 ]                                                                   |                                                                           |
| Baldomero Espartero                                                           | 1836                                                                      | [ 122 ] [ 123 ]                                                           |                                                                           |
| Joaquín Ezpeleta Enrile                                                       | c. 1836                                                                   | [ 124 ] [ 125 ]                                                           |                                                                           |
| Isidro de Alaix y Fábregas                                                    | 20 de setembro de 1837-1837/38                                            | [ 126 ]                                                                   |                                                                           |
| Diego de León y Navarrete, conde de Belascoaín                                | Setembro de 1838-1839                                                     | [ 127 ] [ 128 ]                                                           |                                                                           |
| Felipe Rivero y Lemoine                                                       | 1839-15 de dezembro de 1840                                               | [ 129 ] [ 130 ] [ 131 ]                                                   | [ nota 3 ]                                                                |

### Livros
- Anales De La Real Academia Matritense De Heráldica y Genealogía IX (2005-2006) (em espanhol). IX. Madrid: RAMHG. 2006
- Biblioteca de autores españoles (em espanhol). 173. Chillán Viejo: Ediciones Atlas. 1964
- Colección legislativa de España: (Continuación de la Colección de decretos.) (em espanhol). 26. Madrid: Imprenta del Ministerio de gracia y justicia. 1841
- Revista de estudios históricos (em espanhol). 35-36. Santiago: Instituto Chileno de Investigaciones Genealógicas. 1990
- Vida militar y política de Espartero (em espanhol). 3. Madrid: Sociedad Tipográfica de D. Benito Hortelano y Compañia. 1845
- Albert, Joan Roca i (1997). El municipi de Barcelona i els combats pel govern de la ciutat (em espanhol). Barcelona: Institut Municipal d'Història de Barcelona. ISBN 9788482565279
- Ángel, García-Sanz Marcotegui (2020). La Confederación Liberal de la Montaña de Navarra (1836-1837) (em espanhol). Pamplona: Universidad Pública de Navarra/Nafarroako Unibertsitate Publikoa
- Aranguren, Juan Cruz Alli; Unanua, Joaquín Gortari (2011). La transición política en Navarra, 1979-1982: del asunto Fasa al amejoramiento del fuero (em espanhol). 2. Pamplona: Gobierno de Navarra. ISBN 9788423532919
- Boggio, Mario Samamé (1979). Letras y artes (em espanhol). Lima: INCITEMI
- Cervelló, Josep Sánchez (2019). EL GENERAL BORSO DI CARMINATI. Héroe de cuatro patrias: Italia, España, Francia y Portugal (em espanhol). Saragoça: Prensas de la Universidad de Zaragoza. ISBN 9788484247593
- Ecociencia, Niké (2001). Aprende Y Practica Genealogia Facil (em espanhol). Barcelona: Robinbook, Ediciones S.L. ISBN 9788479273491
- Elizondo, María Isabel Ostolaza; Santos, Juan Ignacio Panizo (2007). Novíssima recopilación de las leyes del reino de Navarra hechas en sus Cortes Generales desde el año de 1512 hasta el de 1716 inclusive (em espanhol). Pamplona: Gobierno de Navarra, Departamento de Cultura y Turismo, Institución Principe de Viana. ISBN 9788423530083
- Elizondo, Joaquín de; Jaurrieta, Amparo Zubiri (2009). Novíssima recopilación de las leyes del reino de Navarra hechas en sus Cortes Generales desde el año de 1512 hasta el de 1716 inclusive (em espanhol). Pamplona: Fundación para el Estudio del Derecho Histórico y Autonómico de Vasconia. ISBN 9788461363513
- Escudero, José Antonio (2011). Los hombres de la monarquía universal (em espanhol). Madrid: Real Academia de la Historia. ISBN 9788415069218
- Fioravanti, María Victoria Alberola (1995). Guía de la Biblioteca de la Real Academia de la Historia (em espanhol). Madrid: Real Academia de la Historia. ISBN 9788489512009
- González, Mª Dolores del Mar Sánchez;  et al. (2003). Corte y monarquía en España (em espanhol). Madrid: Editorial Universitaria Ramon Areces. ISBN 9788480046022
- Gutiérrez, Constancio (1995). Trento, un problema: la última convocación del Concilio (1552-1562): I. Estudio (em espanhol). Madrid: Univ Pontifica Comillas. ISBN 9788487840746
- Hourmat, Pierre (2000). Autour de Bertrand d'Etchauz: évêque de Bayonne, fin XVIe-début XVIIe siècle: actes du colloque des 17 & 18 septembre 1999 (em francês). Baiona: Société des sciences, lettres et arts de Bayonne
- Idoate, Florencio (1981). Esfuerzo bélico de Navarra en el siglo XVI (em espanhol). Pamplona: Diputación Foral de Navarra. ISBN 9788423505111
- Iribarren, Víctor Echarri (2000). Las murallas y la Ciudadela de Pamplona (em espanhol). Pamplona: Gobierno de Navarra, Departamento de Educación y Cultura. ISBN 9788423519989
- Jesús Rivas, Estudios de Platería. San Eloy 2012 (2012). Carmonas (em espanhol). Múrcia: EDITUM. ISBN 9788415463207
- López, Emilio González (1984). El reinado de Isabel II en Galicia: la regencia de María Cristina : moderados, progresistas y carlistas (em espanhol). Sada: Ediciós do Castro. ISBN 9788474922097
- Mañé, Jorge Ignacio Rubio (1955). Introducción al estudio de los virreyes de Nueva España, 1535-1746 (em espanhol). 1. Cidade do México: Ediciones Selectas
- Mañé, Jorge Ignacio Rubio (1983). El virreinato: Orígenes y jurisdicciones, y dinámica social de los virreyes (em espanhol). Cidade do México: UNAM
- Martín, Braulio Manzano (1995). Íñigo de Loyola, peregrino en Jerusalén (1523-1524) (em espanhol). Madrid: Encuentro. ISBN 9788474903805
- Miranda, José María Yanguas y (1840). Diccionario de antigüedades del reino de Navarra (em espanhol). Pamplona: Imprenta de Francisco Erasun
- Moderna, Universidad de Navarra Seminario de Historia (1965). Documentos del reinado de Fernando VII (em espanhol). Pamplona: Universidad de Navarra, Consejo Superior de Investigaciones Científicas
- Montealegre, Flavio Rivera (2011). Genealogía De La Familia Montealegre: Sus Antepasados En Europa Y Sus Descendientes En América (em espanhol). Bloomington: Trafford Publishing. ISBN 9781466902992
- Pérez-Bustamante, Rogelio (2000). El gobierno del imperio español: los Austrias (1517-1700) (em espanhol). Madrid: Comunidad de Madrid, Consjería de Educación. ISBN 9788445117552
- Rojas, F. de Borja Medina (1980). José de Ezpeleta, gobernador de La Mobila, 1780-1781 (em espanhol). Madrid: Editorial CSIC - CSIC Press. ISBN 9788400046491
- Salcedo, Juan Miguel Soler (2020). Nobleza Española. Grandezas Inmemoriales (em espanhol) 2ª ed. Madrid: Vision Libros. ISBN 9788417755621
- Sayz, Adolfo Carrasco y (1901). Icono-biografía del generalato español (em espanhol). Madrid: Impr. del cuerpo de artillería San Lorenzo
- Unzué, José Luis Orella; Estévez, Xosé; Espinosa, José María Lorenzo (1995). Historia de Euskal Herria: Del hierro al roble (em espanhol). Pamplona: Txalaparta. ISBN 9788481369472
- Viqueira, Eduardo Martínez (2019). Hombres de honor: El duque de Ahumada y la fundación de la Guardia Civil (em espanhol). Madri: La Esfera de los Libros
- Zabalegui, José Mari Esparza; Esparza, Jose Mari (1994). Abajo las quintas!: la oposición histórica de Navarra al ejército español (em espanhol). Pamplona: Txalaparta. ISBN 9788481369199

### Periódicos
- Alegre, José María Sesé; Arce, María Dolores Martínez (1994). «Algunas precisiones sobre la provisión del virreinato de Navarra en los siglos XVII y XVIII. Papel desempeñado por los miembros del Consejo Real» (PDF). Príncipe de Viana
- Berceo, María del Carmen Sáenz (1997). «El virreinato en Navarra: Sancho Martínez de Leiva» (PDF). Revista jurídica de Navarra
- Calleja, Jesús Antonio Balduz (2016). «Las elecciones de diputados a cortes en Navarra durante el reinado de Isabel II (1833-1868)» (PDF). Departamento de Geografía e Historia - Universidad Pública de Navarra
- Cardenal, Diego Crespí de Valldaura (2013). «Nobleza y corte en la regencia de Mariana de Austria (1665-1675)» (PDF). Universidade Autônoma de Madri
- Galbete, Vicente (1946). «Vida y andanzas del Coronel D. Cristóbal de Villalba» (PDF). Cultura Navarra
- Goitia, Jose Ramon Urquijo (2012). «Gerónimo Valdés Sierra, conde de Villarín». Diccionario biográfico de parlamentarios españoles. 1820-1854
- Goitia, Jose Ramon Urquijo (2012). «José Ramón Rodil y Pampillo, marqués de Rodil». Diccionario biográfico de parlamentarios españoles. 1820-1854
- Martín, Iñaki Urbina San (2017). «El reino de Navarra según sus virreyes en la primera mitad del siglo XVI» (PDF). Príncipe de Viana (PV). 254 (2011)
- Montes, María Zozaya (2008). «El Casino de Madrid: Ocio, Sociabilidad, Identidad y Representación Social» (PDF). Universidad Complutense de Madrid
- Rabaza, Herminio Lafoz. «Luis Rebolledo de Palafox y Melzi, Marqués de Lazán. Aportación a su biografía» (PDF). Revista de historia Jerónimo Zurita (87)
- Sanz, David Huidobro (2015). «El nobiliario de Luis Varona de Saravia. Un tesoro genealógico del siglo XVII» (PDF). Dialnet